# Gavin Hamilton
Gavin Hamilton född 1723 i Lanark, död 4 januari 1798 i Rom, var en skotsk neoklassisk konstnär. Han tillhörde den släkt som staden Hamilton och titeln "Duke of Hamilton" blev uppkallad efter.